# Тінтагель
Замок Тінтеджел (англ. Tintagel Castle) — руїни замку біля сучасного села Тінтажел в графстві Корнуолл, Англія, Велика Британія.

## Історія

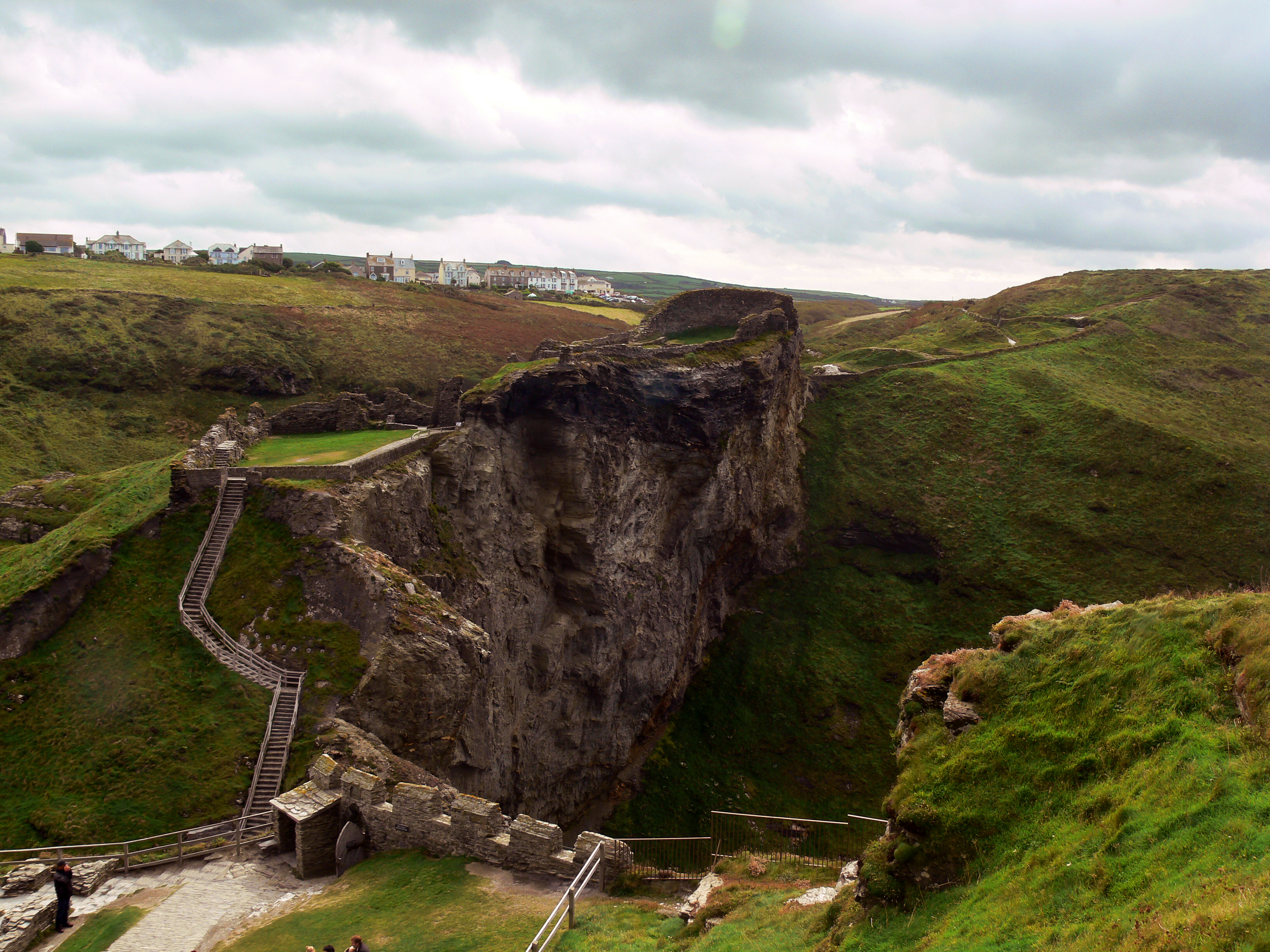
Руїни замку. Вдалині частково видно село Тінтеджел

Римське поселення на цьому місці існувало з III—IV століть. У післяримські часи на цьому місці існувала фортеця, за легендою служила резиденцією королів кельтської Британії. Згадка в «Равеннській Космографії» бл. 700 р. про замок можна з ймовірністю віднести до Тінтагель.
Замок, руїни якого можна побачити сьогодні, пізніший. Він був побудований приблизно в 1233 р. Ріджінальдом, графом Корнуельським. Нині — туристична визначна пам'ятка.

## Легенди
Замок традиційно пов'язують з легендами про Короля Артура: тут його батько Утер Пендраґон під личиною чужого чоловіка зачав його в ліжку леді Іґрейни, тут Артур з'явився на світ і звідси Мерлін потайки відвіз немовляти. Пізніше в Тінтагелі розгорталася дія любовного трикутника: король Марк, його дружина Ізольда і Трістан.
У культурних шарах Тінтеджела, що відносяться саме до VI ст. — Епохи короля Артура — знайдено камінь з написом на латині «Батько Коль створив це, Артугну, нащадок Коля учинив таке» (Paternus Colus avi ficit, Artognou Coli ficit). (Згідно з археологом Гордоном Мейхеном, частина букв пропущена, і оригінальний напис означав «Артугну спорудив цей камінь на пам'ять про свого праотця Коля»). Король Коль — ще один напівміфічний лідер Британії, який імовірно жив у IV—V ст. н. е.

## У культурі
- У Тінтеджелі одного разу провів ніч письменник Клайв С. Льюїс (автор «Хронік Нарнії»), на нього цей досвід справив величезне враження.
- У романі Івана Єфремова Туманність Андромеди один з зорельотів називається «Тінтажел»
- У серії книг Роберта Сальваторе «Клерик» Тінтагелем звуть ельфійського мага.

## Галерея

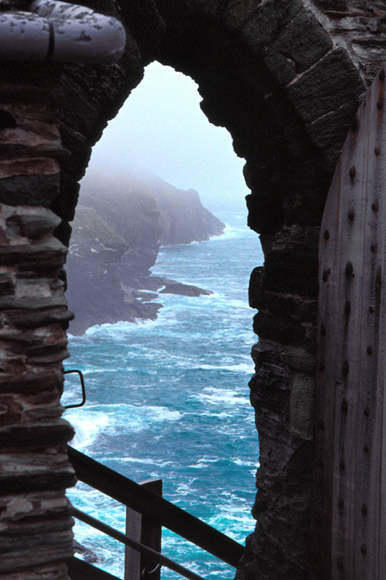
Фрагмент стіни 1852 року
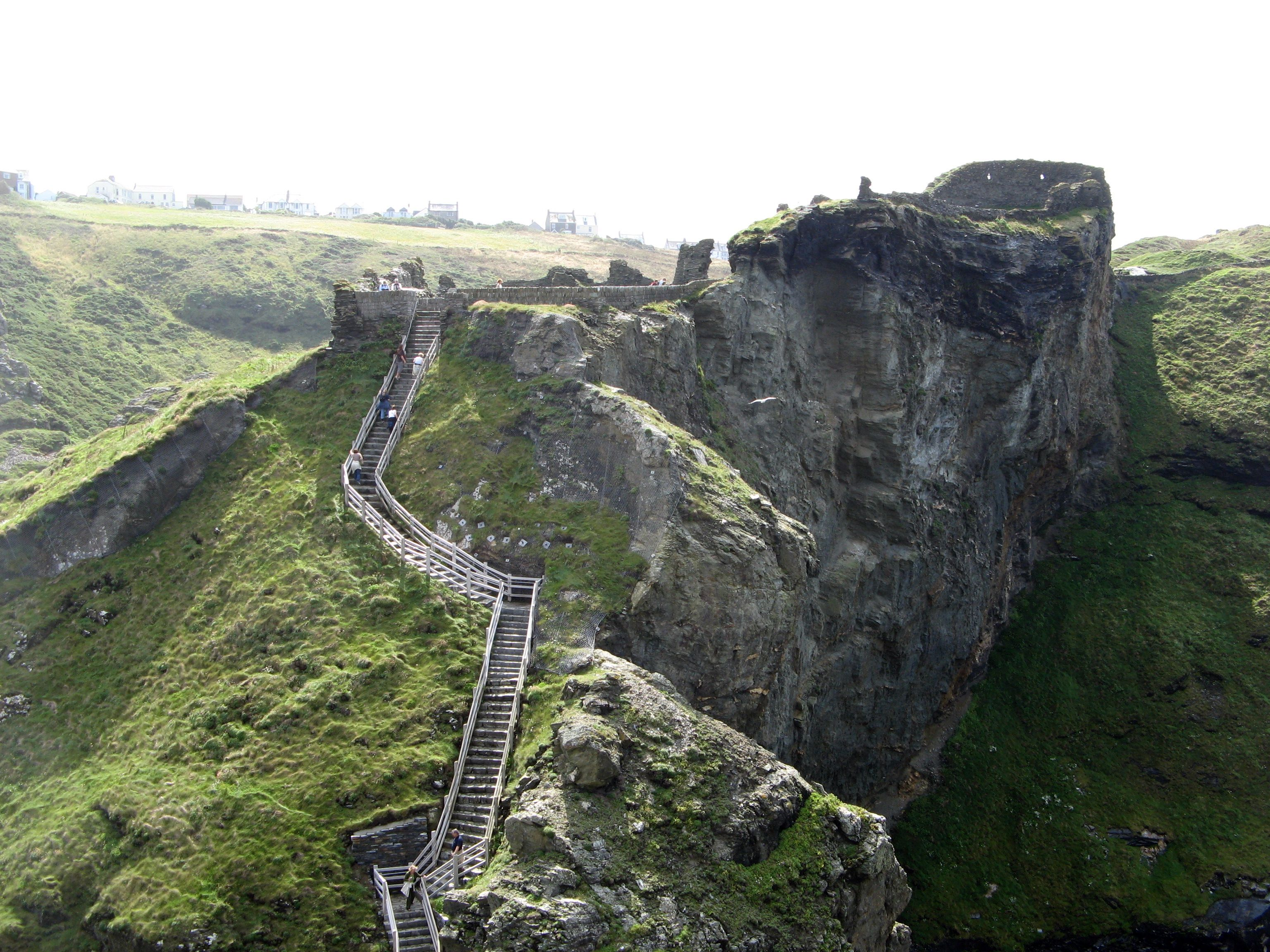
Вид на Тінтеджел знизу
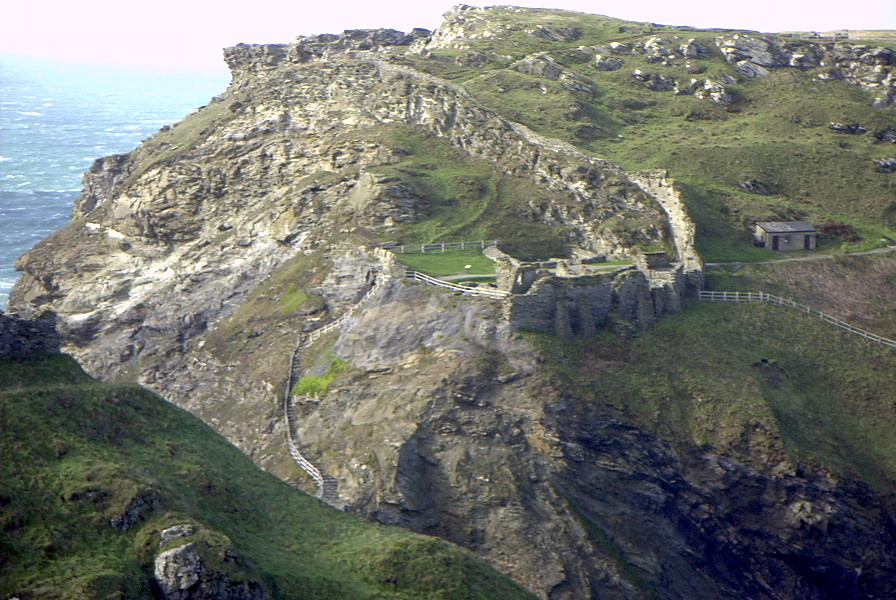
Вид з іншого боку
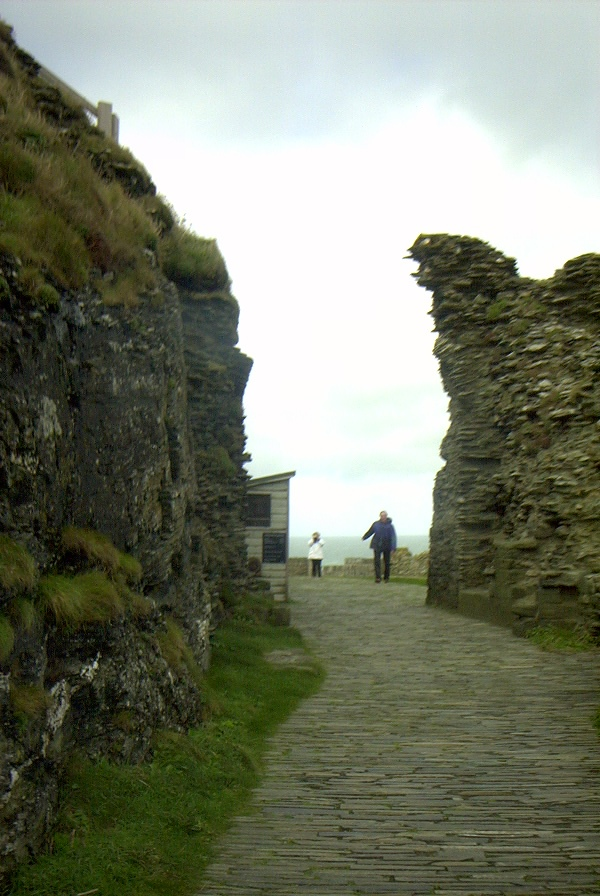
Вхід у Тінтеджел